# Cầu diệp ngắn
Cầu diệp ngắn hay lọng ngắn (danh pháp hai phần: Bulbophyllum ornatissimum) là một loài phong lan.

## Hình ảnh

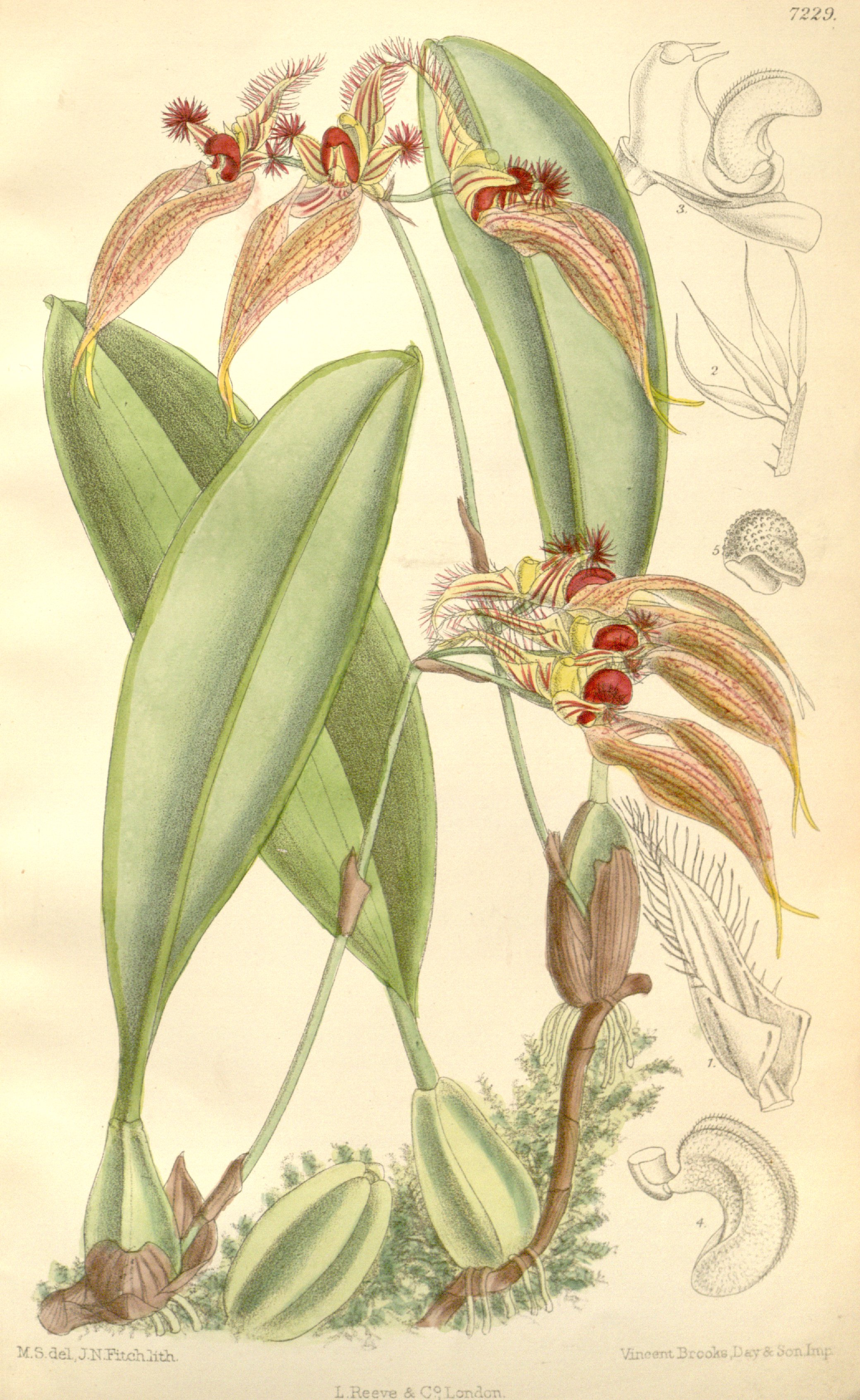
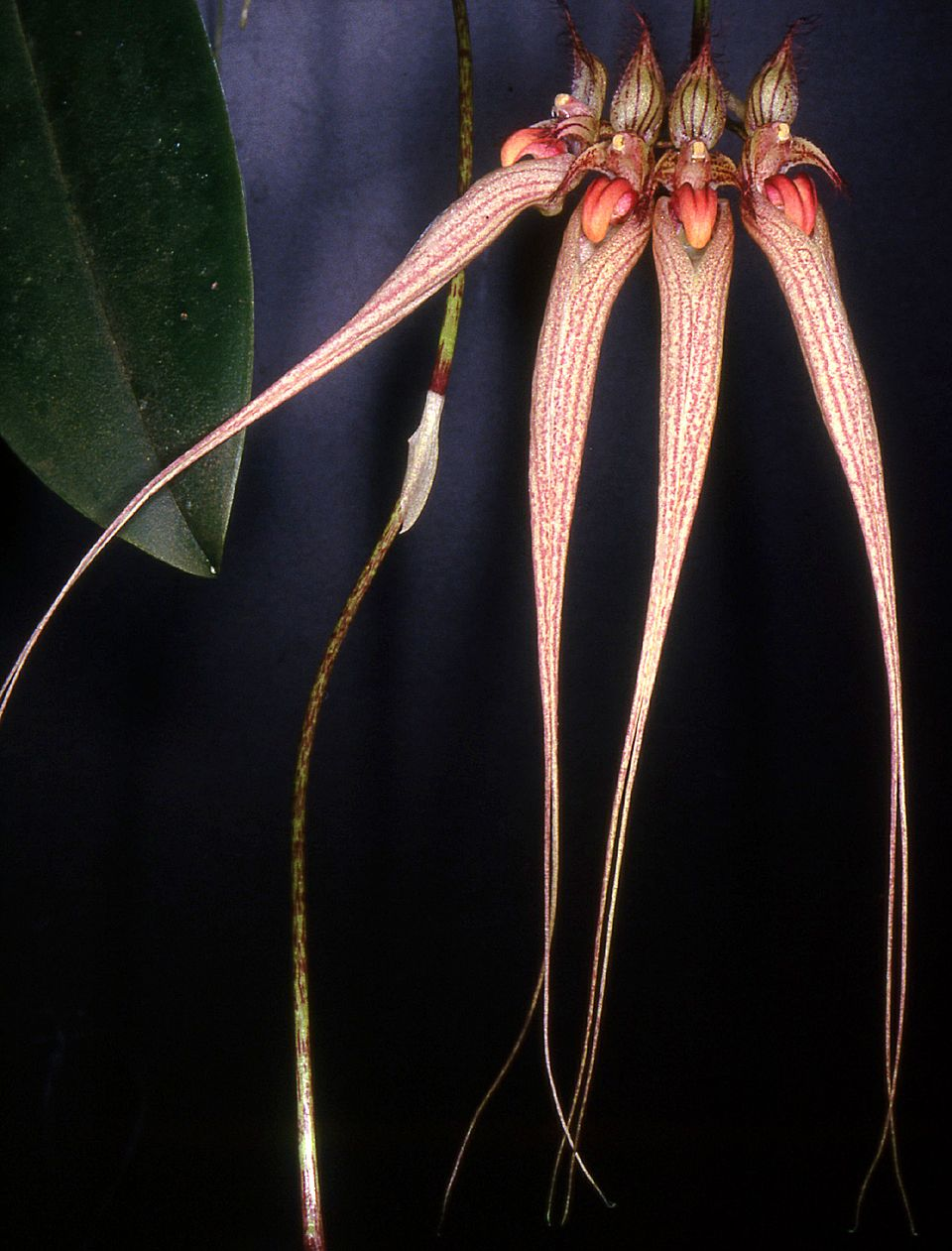
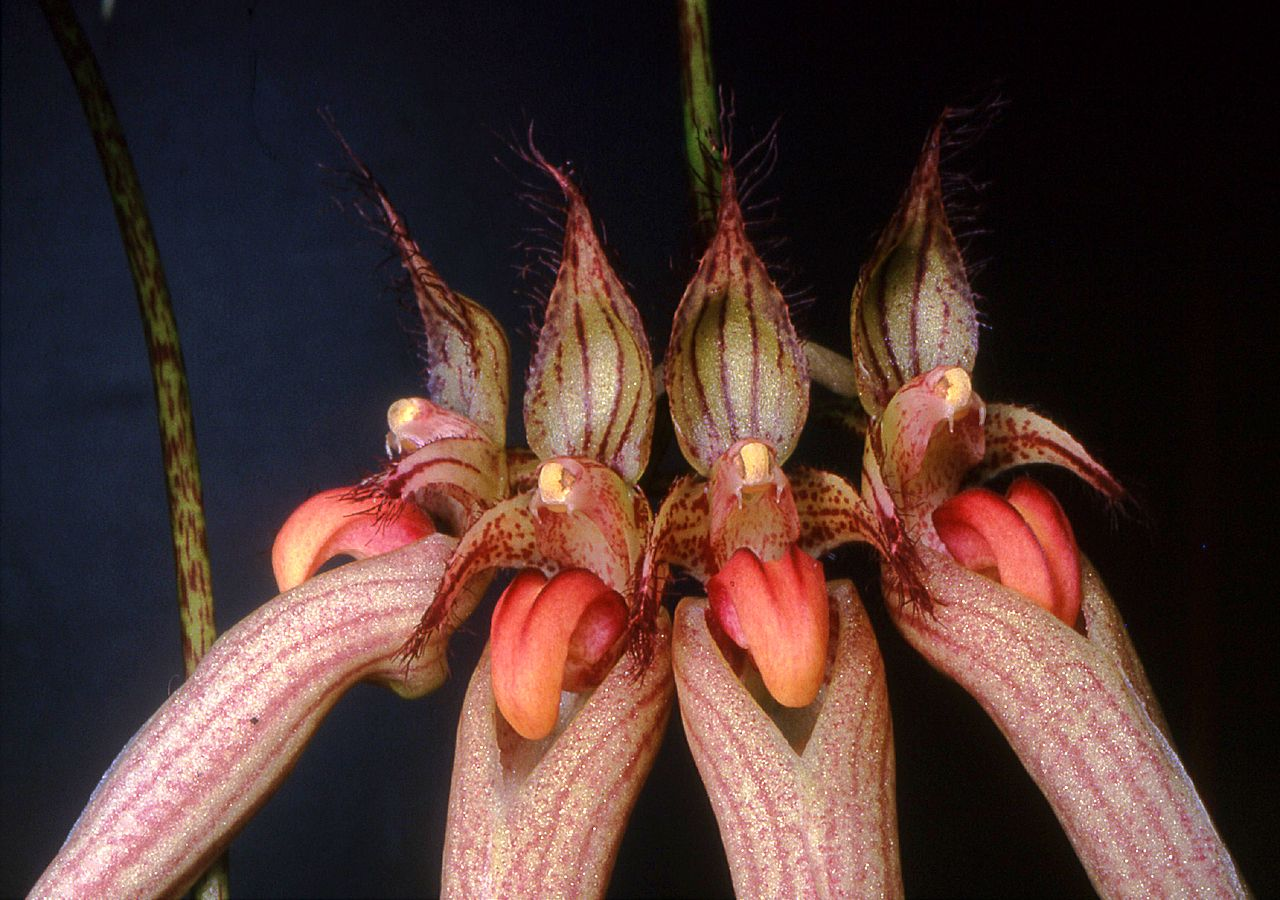